# Neopolyporolithon
Neopolyporolithon W.H. Adey & H.W. Johansen, 1972  é o nome botânico  de um gênero de algas vermelhas pluricelulares da família Hapalidiaceae.

## Sinonímia
- Clathromorphum Foslie, 1898

## Espécies
O gênero apresenta 1 espécie:
- Neopolyporolithon reclinatum (Foslie) Adey & Johansen, 1972

= Clathromorphum reclinatum (Foslie) W.H. Adey, 1970